# Daniel Lioneye
Daniel Lioneye est un groupe de rock finlandais. Il se compose de la plupart des membres du groupe de « love metal » HIM. Musicalement, le groupe se situe entre le hard rock et le sleaze rock avec quelques notes de blues sur les solos de guitare.
Le groupe est formé en 2001 avec pour leader Mikko Viljami « Linde » Lindström qui chante et joue de la guitare. On retrouve Mikko Heinrik Julius « Mige Amour » Paananen à la basse, Ville Hermanni Valo à la batterie, Kai « Hiili » Hiilesmaa au clavier et Ike pour les effets sonores. Le groupe a enregistré un album en 2001 : The King of Rock'n'Roll. Un de leurs morceaux, The King of Rock'n'Roll, est utilisé au générique de Viva La Bam pour la totalité des cinq saisons.

## Biographie

### The King of Rock 'n Roll(2001)
Daniel Lioneye est formé par Mikko « Linde » Lindström, Ville Valo, et Mikko « Mige » Paananen, tous membres du groupe HIM. Le guitariste et chanteur Lindström partage le surnom de Daniel Lioneye, tandis que le batteur Valo joue sous le pseudonyme Bil Bao. Selon Valo, le groupe est formé afin d'évacuer le stress causé à cette période par le succès de HIM. Avant la publication du premier album du groupe, ce dernier joue quelques shows aux quatre coins de la Finlande.
À la période durant laquelle le groupe entre en studio avec Hiili Hiilesmaa, ils ne comptent qu'à peine trois chansons, et le reste sera écrit pendant les enregistrements. Selon Lindström, aucune des chansons ne devait être publiée, car le groupe était déjà associé à Hiilesmaa pendant quelques années sur de la musique expérimentale. Daniel Lioneye décide finalement de publier un premier album « pour le fun. » The King of Rock 'n Roll est publié en printemps 2001 en Finlande et en Allemagne, sortie qui suit de trois dates de tournée en Finlande. La chanson The King of Rock 'n Roll est ensuite utilisée dans l'émission présentée par Bam Margera, Viva La Bam. De ce fait, The King of Rock 'n Roll  devient la chanson la plus jouée en Finlande en 2006. Le son de l'album est catégorisé de « stoner rock psychédélique », et les paroles traitent de « sexe, drogues et rock n' roll,. »

### Vol. II(2010-2011)
En 2010, Daniel Lioneye annonce publier un nouvel album, Vol. II, en avril 2010 via The End Records. Hormis Lindström et Mige, Daniel Lioneye compte en son sein deux nouveaux membres que sont Janne « Burton » Puurtinen au clavier, et Black Vomit Bolton à la batterie. Musicalement parlant, l'album est plus heavy que le premier, et décrit comme « rock n' roll extrême », accompagné d'éléments issus du black metal. L'année suivante, Daniel Lioneye se lance dans sa première tournée aux États-Unis, aux côtés de Cradle of Filth, avec Seppo Tarvainen à la batterie, et Manu aux chœurs.

### Vol. III(2014, depuis 2016)
Le 30 décembre 2014, Daniel Lioneye joue festival annuel Helldone du nouvel an de HIM, avec Lindström, Mige et Valo. Lindström évoque la possibilité de publier un nouvel album. Le 29 juin 2016, Daniel Lioneye annonce un troisième album, Vol. III, pour le 19 août, avec Lindström à la guitare et au chant, Mige à la basse, Burton au clavier, et Tarvainen à la batterie. Le groupe annonce aussi une tournée en cinq dates autour de la Finland, en automne 2016. Le 30 juin 2016, Daniel Lioneye publie la liste officielle des titres de Vol. III, as et son premier single, Ravensong. D'après Lindström, l'album sera, musicalement parlant, un mélange de ses deux prédécesseurs « avec moins de cris. »

## Discographie
- 2001 : The King of Rock 'n Roll
- 2010 : Vol. II
- 2016 : Vol. III

## Membres

### Membres actuels
- Linde Lindström - guitare, chant (2001, 2010-2011, 2014, depuis 2016)

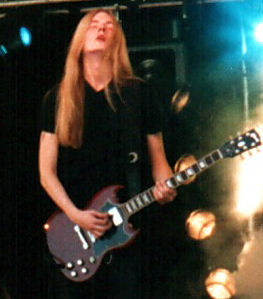
Linde Lindström, en 1999.

- Mige - basse (2001, 2010-2011, 2014, depuis 2016)
- Burton - clavier (2010-2011, depuis 2016)
- Seppo Tarvainen - batterie (2010-2011, depuis 2016)

### Anciens membres
- Ville Valo - batterie (2001, 2014)
- Black Vomit Bolton - batterie (2010)
- Manu - chœurs (2011)